# Monsieur Balboss
Pour plus de détails, voir Fiche technique et Distribution.
Monsieur Balboss est un film français réalisé par Jean Marbœuf, sorti en 1975.

## Synopsis
Le commissaire Balboss, un officier de police corrompu aux méthodes criminelles, prend sous son aile un jeune vagabond, qu'il a rencontré par hasard et à qui il entreprend d'enseigner les ficelles du "métier".

## Fiche technique
- Titre français : Monsieur Balboss
- Réalisation : Jean Marbœuf
- Scénario : Jean Marbœuf
- Photographie : Antonio Diaz
- Production : Jean-François Davy et Bernard Legargeant
- Pays d'origine :  France
- Format : couleur
- Genre : drame
- Date de sortie : 3 décrmbre 1975

## Distribution
- Michel Galabru : Le commissaire Balboss
- Marcel Guiet : Le jeune homme
- Michèle Simonnet : Mme Balboss
- François Nocher
- Julie Marboeuf : La fille de Balboss
- Micha Bayard
- Betty Beer
- Jean Droze
- Nane Germon
- Claude Legros
- Lucienne Hamon
- Michel Aumont : Le ministre
- José Artur : Le curé
- Andréas Voutsinás : Le diplomate
- Denis Manuel